# Польсько-радянська війна
Польсько-радянська війна (пізня осінь 1918 / 14 лютого 1919 — 18 березня 1921) — війна між Польською Республікою  і РСФРР, найактивніша фаза якої відбувалась у квітні-жовтні 1920 року.

## Назви та дати
Війна відома під кількома назвами. «Польсько-радянська війна» є найпоширенішою, але інші назви включають «російсько-польську війну» (або «польсько-російську війну») і «польсько-більшовицьку війну». Цей останній термін (чи просто «більшовицька війна» (пол. Wojna bolszewicka)) найчастіше зустрічається в польських джерелах. У деяких польських джерелах її також називають «війною 1920» (пол. Wojna 1920 roku).
Кінцевий рік конфлікту по-різному дається як 1920 або 1921; ця плутанина виникає через той факт, що хоча припинення вогню набуло чинності 18 жовтня 1920, офіційний договір про припинення війни було підписано 18 березня 1921. Хоча події кінця 1918 та 1919 можна охарактеризувати як прикордонний конфлікт і лише навесні 1920 обидві сторони вели повну війну, бойові дії, які відбулися наприкінці квітня 1920, були ескалацією боїв, які почалися півтора року тому.

## Етапи
- 1-й етап — з квітня по травень
- 2-й етап — з травня по серпень
- 3-й етап — з серпня по жовтень |  | Цей розділ потребує доповнення. (січень 2013) |

## Переддень
Згідно з умовами Варшавського договору 1920 року уряд Юзефа Пілсудського відмовився від претензій поширюватися до кордонів Речі Посполитої 1772 р. (тобто до першого поділу Речі Посполитої) і визнав територію Надніпрянської України, що була окупована більшовицькими військами, за УНР. Військова конвенція 24. 4. 1920 між УНР і Польщею проголошувала армії обох держав союзниками у боротьбі за визволення України і проти подальшої більшовицької експансії на захід.

## Наступ польсько-українських союзників
25 квітня 1920 року об'єднані польсько-українські збройні сили (20 тис. польських і 15 тис. українських вояків) форсували Збруч, 26 квітня зайняли Житомир і Коростень, і за тиждень боїв вибили червоноармійські підрозділи із Житомирщини, Бердичева, Козятина і 7 травня 1920 року вступили у Київ.

У боях за українську столицю відзначилась 6-та стрілецька дивізія полковника Марка Безручка. Ще у лютому 1920 року за згодою польської військової влади в місті Ланьцут почалося її формування. До дивізії пішли українські вояки, котрі тоді перебували в польських таборах полонених та інтернованих. Забезпечення всім необхідним — зброєю, боєприпасами, одягом, харчами, грошима, різноманітним військовим майном — цілковито взяла на себе польська сторона. На початку квітня у ній налічувалось майже 2,3 тис. вояків. Попри невелику чисельність, дивізію вирішили перекинути на фронт, сподіваючись отримати поповнення на визволених рідних землях. 22-24 квітня трьома ешелонами дивізія виїхала з Бреста, а 1-6 травня вона вже стояла у Бердичеві. 

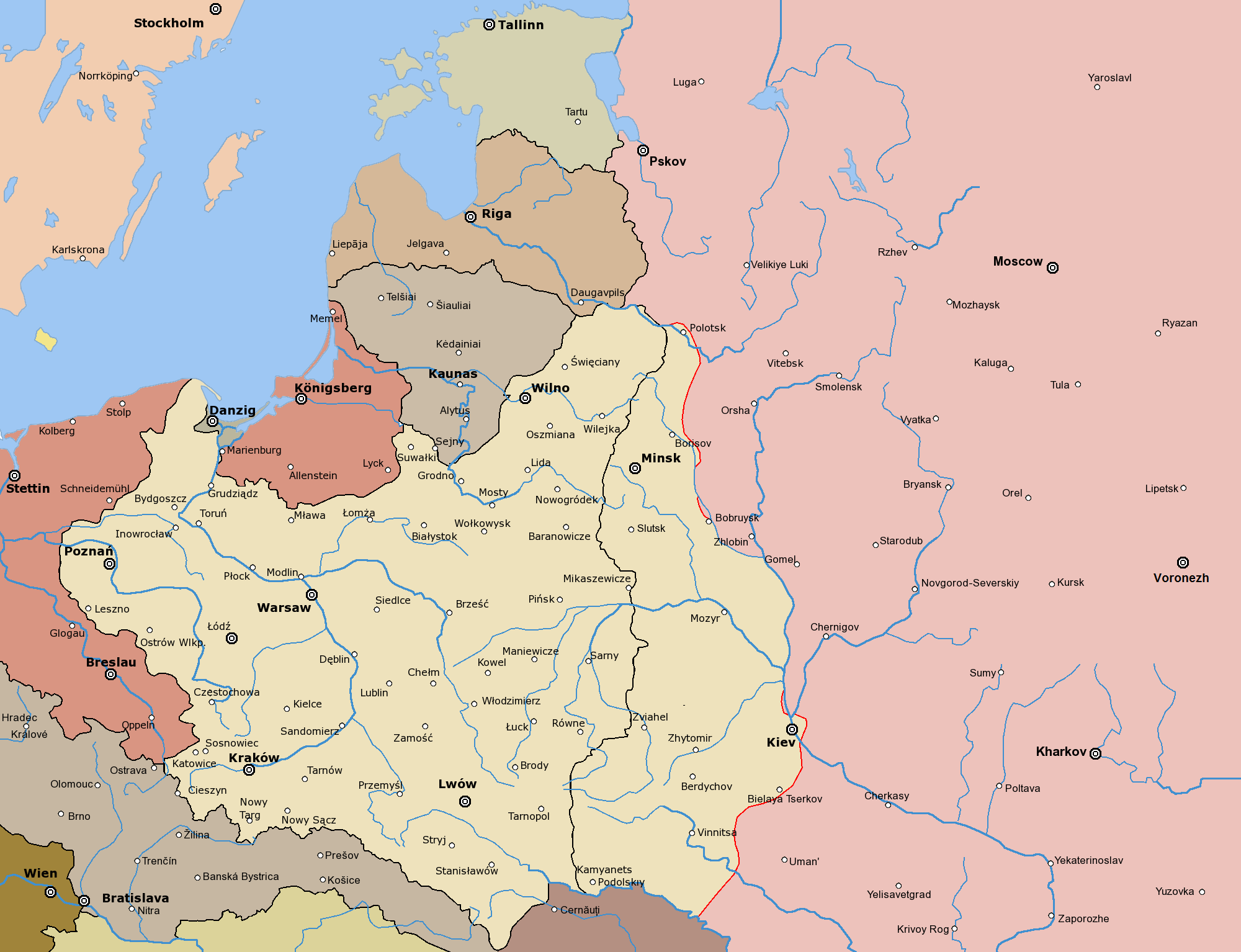
Червень 1920

Наступ польсько-українських військ підтримали дві бригади Червоної Української Галицької Армії, які 23 квітня перейшли на сторону Армії Української Народної Республіки під командуванням генерала Михайла Омеляновича-Павленка (польське командування їх невдовзі інтернувало). 27 квітня до Могилева-Подільського вступили частини 2-ї стрілецької дивізії полковника О. Удовиченка. Того ж дня до Бару, Могилівського повіту, Подільської губернії, вступило польське військо, яке обеззброїло третю бригаду ЧУГА. В Михнівці польські війська оточили першу бригаду ЧУСС. З оточення у напрямку Києва прорвалися 2 тис. стрільців і старшин. Кінна бригада ЧУГА отамана Е. Шепаровича (до 600 шабель) з'єдналася з армією УНР, що перебувала у Зимовому поході. За іншими джерелами, галицька бригада отамана Е. Шепаровича з'єдналася з армією УНР 25 квітня — 3-й Галицький кінний полк ЧУГА Шепаровича 6 квітня повстав проти більшовиків, зайняв Тираспіль, звідки вирушив у повстанчий рейд.
27 квітня Польсько-українські сили витіснили червоні загони з Малина, Тетерева і Чорнобиля. В цей день в містах Житомирі і Бердичеві перебував начальник польської держави Юзеф Пілсудський, а в Бірзулі Одеської губернії відбувся бій Чорних запорожців з загоном Червоної Армії.
28 квітня поляки зайняли лінію Чорнобиль — Козятин — Вінниця — румунський кордон. А потім протягом доби пройшли 90 км і зупинились біля Києва, не зустрівши ніякого супротиву. Цього ж дня польські війська вступили до Козятина, Радомишля і Жмеринки. В містечку Ольгополь, Ольгопольського повіту, Подільської губернії, відбулася зустріч прем'єр-міністра УНР І. Мазепи з армією УНР, що перебувала у Зимовому поході. Постала нарада командуючих дивізіями (отаман Ю. Тютюнник від Київської дивізії, отаман А. Гулий-Гуленко від Запорізької дивізії, отаман О. Загродський від Волинської дивізії, начальник штабу полковник А. Долуд). Оскільки присутнім на нараді ще не було відомо про підписання Варшавського договору і спільний польсько-український наступ на схід, перед армією стояла задача пробитися через більшовицький фронт, який проходив по лінії Ямпіль — Жмеринка — Вінниця, для з'єднання з новосформованою армією УНР, щоб утворити регулярний антибільшовицький фронт. 1 травня польське військо вступило до Фастова. Того ж дня дійшло до зіткнення між «непримиренними друзями» — Галицьке угрупування першої бригади, що просувалося у напрямку Києва, повторно оточили і взяли в полон легіонери польського генерала Я. Ромера. Полонених розміщено у Кримських касарнях Вінниці. Цього ж дня Петлюра прибув до Проскурова.

Польська пропаганда. Плакат із агітаційним закликом до польських добровольців, квітень 1920

2 травня. Могилів-Подільський, Подільської губернії. Вступ до міста 2-ї стрілецької дивізії Дієвої армії УНР. Кадри 4-ї стрілецької бригади розташувались в Озаринцях, 5-ї стрілецької бригади в Яришеві. Збірний загін на чолі з полковником П. Шандруком тримав лінію фронту Яруга (на Дністрі) — Мервинці — Бабчинці — Моївка, Ямпільського повіту, Подільської губернії. Бердичів, Бердичівського повіту, Київської губернії. Вступ до міста 6-ї стрілецької дивізії Дієвої армії УНР. На честь цієї події в місті відбувся парад і церковний молебен. 3 травня відбувся бій полку Чорних Запорожців армії УНР з частинами Червоної армії за м. Тульчин, Брацлавського повіту, Подільської губернії. Вступ Київської дивізії армії УНР до Вапнярки, Волинської дивізії до Крижополя та польських військ до Білої Церкви та Рокитного під Києвом.
4 травня. Ямпіль, Ямпільського повіту, Подільської губернії. Вступ до міста Донського кінного полку сотника М. Фролова, що входив до складу 2-ї стрілецької дивізії армії УНР.
5 травня. Українсько-польські війська вступили в бої за міську межу Києва. Цього ж дня в с. Писарівка, Ямпільського повіту, Подільської губернії, сталася зустріч полку Чорних Запорожців армії УНР, що перебувала в Зимовому поході, з роз'їздом Донського кінного полку сотника М. Фролова. Б. Монкевич датує цю зустріч 6 травня.
6 травня. Спільні сили зайняли Білу Церкву. Того ж дня відбулося завершення Зимового походу армією УНР — в районі Ямполя роз'їзд чорношличників зустрівся з роз'їздом 3-ї Залізної дивізії, яка наступала із заходу, та сіл Підлісівка — Кетроси. «Дух армії піднявся, настрій неописуємий. Незважаючи на страшну втому, армія знову готова йти на ворога…» — згадував політичний референт УНР Василь Совенко. М. Омелянович-Павленко датує завершення Зимового походу 5 травня. За даними газети «Хвиля», з'єднання армії УНР з військовими частинами сталося 5 травня. За даними газети «Киевские новости», це відбулося 8 травня.

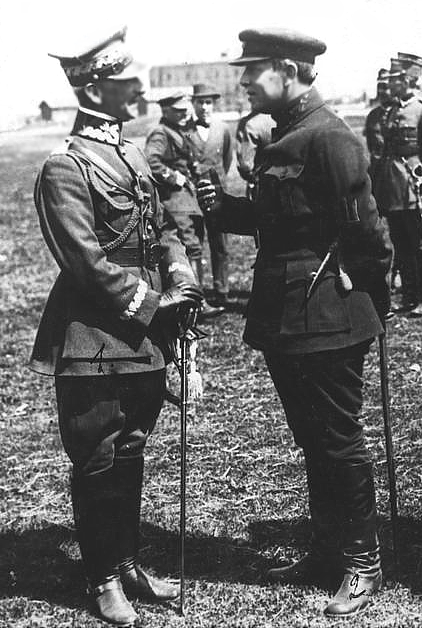
Антоній Лістовський та Симон Петлюра на більшовицькому фронті

6 травня відбувся вступ до Києва польського патруля легких кіннотників з групи полковника Ю. Рибака, які на трамваї з Пущі-Водиці доїхали до центру міста — Хрещатика — і повернулись назад. Перші польські роз'їзди з'явилися в Києві ще 5 травня на західній окраїні міста, у Святошино, близько 7 години ранку. За іншими даними, роз'їзд легкої кінноти попрямував на північне передмістя Києва, Куренівку.
7 травня українсько-польські війська звільнили Київ — частини ЧА втекли з міста, вступили кавалерійські частини війська польського. Згідно з наказом начальника Польської держави Ю. Пілсудського, польська армія зупинила наступ, осягнувши лінію Біла Церква — Тараща — Сквира — Липовець — Немирів — Брацлав — Вапнярка — Яруга (на Дністрі). 8 травня в Київ увійшла польська піхота.
9 травня відбувся спільний парад польсько-українських військ на Хрещатику, який приймав командуючий польською армією генерал Е. Ридз-Смігли. Парад замикала 6-а дивізія Дієвої армії УНР під командою полковника М. Безручка.
Того ж дня союзницькі сили вступили в Брацлав і Тульчин. Продовжувалися бої частин польського війська (6-го піхотного полку легіонерів) з частинами Червоної армії за лівобережну частину Києва (Дарницю).
10 травня польські війська вступили до Ржищева. Запорізька дивізія Дієвої армії УНР розташувалась в с. Вербка і с. Ольшанки, Летичівського повіту, Подольської губернії.

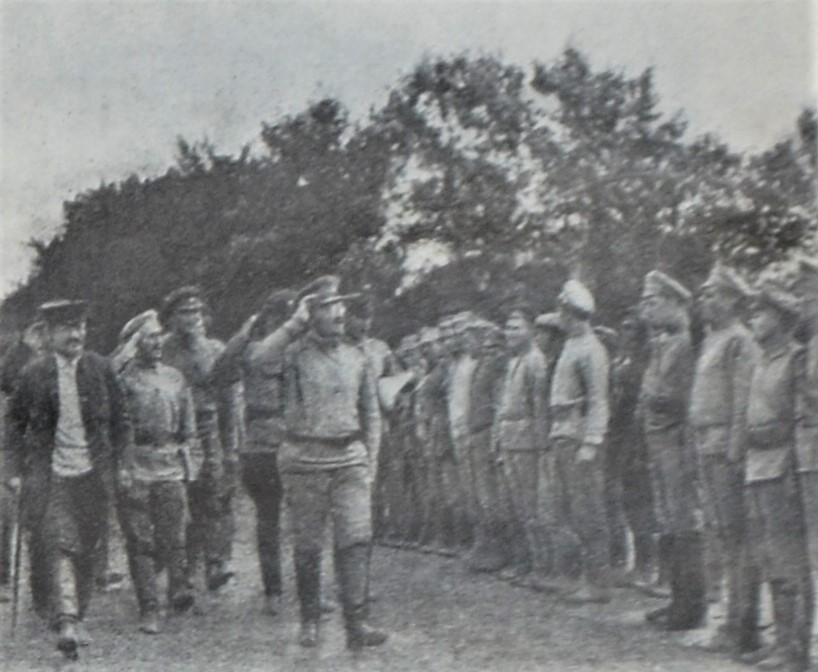
Михайло Калінін та Лев Троцький вітають війська Червоної Армії. Польсько-радянська війна. Наступ Червоної Армії.

11 травня командуючий польською армією та в.о. коменданта Києва генерал Е. Ридз-Смігли оголошує про запровадження воєнного стану, сучасно повідомлялося, що на території колишньої Київської губернії — на північ від річки Росі (Житомирського повіту, колишньої Волинської губернії) військові та приватні особи за карні проступки — як то дезертирство, повстання, мародерство, шпигунство, грабунки, псування залізниць, телефонів, телеграфів- каратимуться військово-польовим судом через розстріл або повішення. Того ж дня повідомлялося, що колія Київ — Фастів — Попельня — Козятин — Винниця — Жмеринка знаходилась в руках польської армії; дільниця від Жмеринки до Вапнярки — в руках частин армії УНР; увечері більшовицький аероплан скинув 2 бомби на військовий склад в Дарниці та на ланцюговий міст, під ніч збройна боротьба на лівому березі Дніпра завершилася відступом частин Червоної армії з-під Броварів.
12 травня відбулося потужне повстання у Кривому Розі, яке очолив отаман Степовий-Блакитний — 22-річний мешканець с. Ганнівка Криворізького повіту Костянтин Пестушко. 15 травня польські сили вступили в Гайсин.
12—31 травня. Проведення мобілізації в Могилівському, Ямпільському і частині Ново-Ушицького повіту до Дієвої армії УНР. На 1 червня вона складалась з 955 старшин та 8180 козаків.
Протягом цього часу на фронті йшли позиційні бої, бо поляки, діставшись до кордонів 1772 року, не хотіли продовжувати наступ, а сили Дієвої армії УНР були замалі для самостійного виступу.
31 травня до полонених галичан першої бригади звернулися представники С. Петлюри з пропозицією записуватися до повстанської армії УНР для участі в польсько-радянській війні. З 2400 полонених до повстанської армії записалося лише 330.
Сотні галичан, які залишились у більшовицьких Дванадцятій та Чотирнадцятій арміях, були відправлені у в'язниці Києва, Харкова, Одеси, Кожухівський концтабір під Москвою та у Соловецькі табори.
Так, в Києві в червні прокотилася хвиля масових арештів січових стрільців і старшин. Репресій зазнали Польовий штаб, Кіш 1-ї бригади ЧУСС, курсанти школи червоних старшин, запасні курені й тилові підрозділи, що дислокувалися у місті. Загалом у Києві нараховувалося 1200 галичан, 150 з яких під суворою охороною відконвойовано до Москви.
Успішний наступ на Київ не спричинив всенародного антибільшовицького повстання, на яке так розраховував голова Директорії УНР Симон Петлюра. Повстансько-партизанські загони у Правобережній Україні громили не тільки більшовицькі, але й польські військові частини.

## Контрнаступ більшовиків

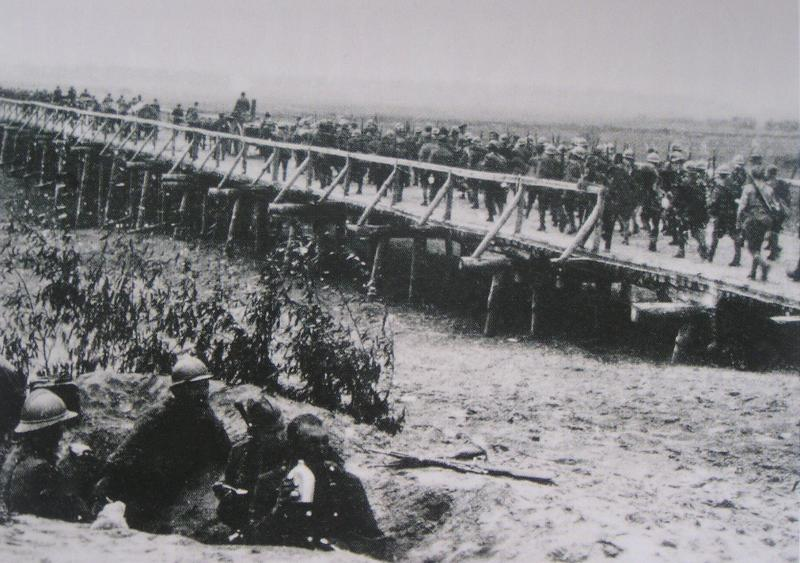
Відступ польських військ з Києва

При розгляді питання про наступ Червоної армії на Варшаву у ЦК РКП(б) були сумніви щодо його доцільності, причому голова Раднаркому В. Ульянов був рішуче за те, щоб «іти». Переважила позиція форсованого походу на Польщу після урочистого запевнення Л. Троцького, що до 16 серпня він захопить не тільки Варшаву, але й Вільне місто Данциг, щоб перетнути шляхи постачання армії Пілсудського військовим спорядженням від країн Антанти.
14 травня в Білорусі почався наступ радянського західного фронту. Одночасно, продовжувався українсько-польський наступ, і окремі польські частини 15 травня вступили до Гайсина.
15 — 24 травня відбувалися позиційні бої Дієвої армії УНР з частинами Червоної армії за селища Кетроси — Підлісівка — Грушка.
Першу спробу контрнаступу більшовиків на теренах України 29-31 травня було відбито у битві під Володаркою. Вже 2 червня червоні війська вступили до Крижополя, тоді ж відбувся бій біля Борисполя. 5 червня кінна армія С. Будьонного прорвала фронт у районі Канів — Біла Церква.

Протягом 7-10 червня Червона армія займає Бердичів, Житомир, Білу Церкву, Фастів, Васильків, Гостоміль, Чорнобиль. 12 червня 3-я польська армія полишає Київ. Після битви під Бородянкою були взяті Бородянка, Тетерів, Брацлав, Гайсин, Немирів, Ямпіль.

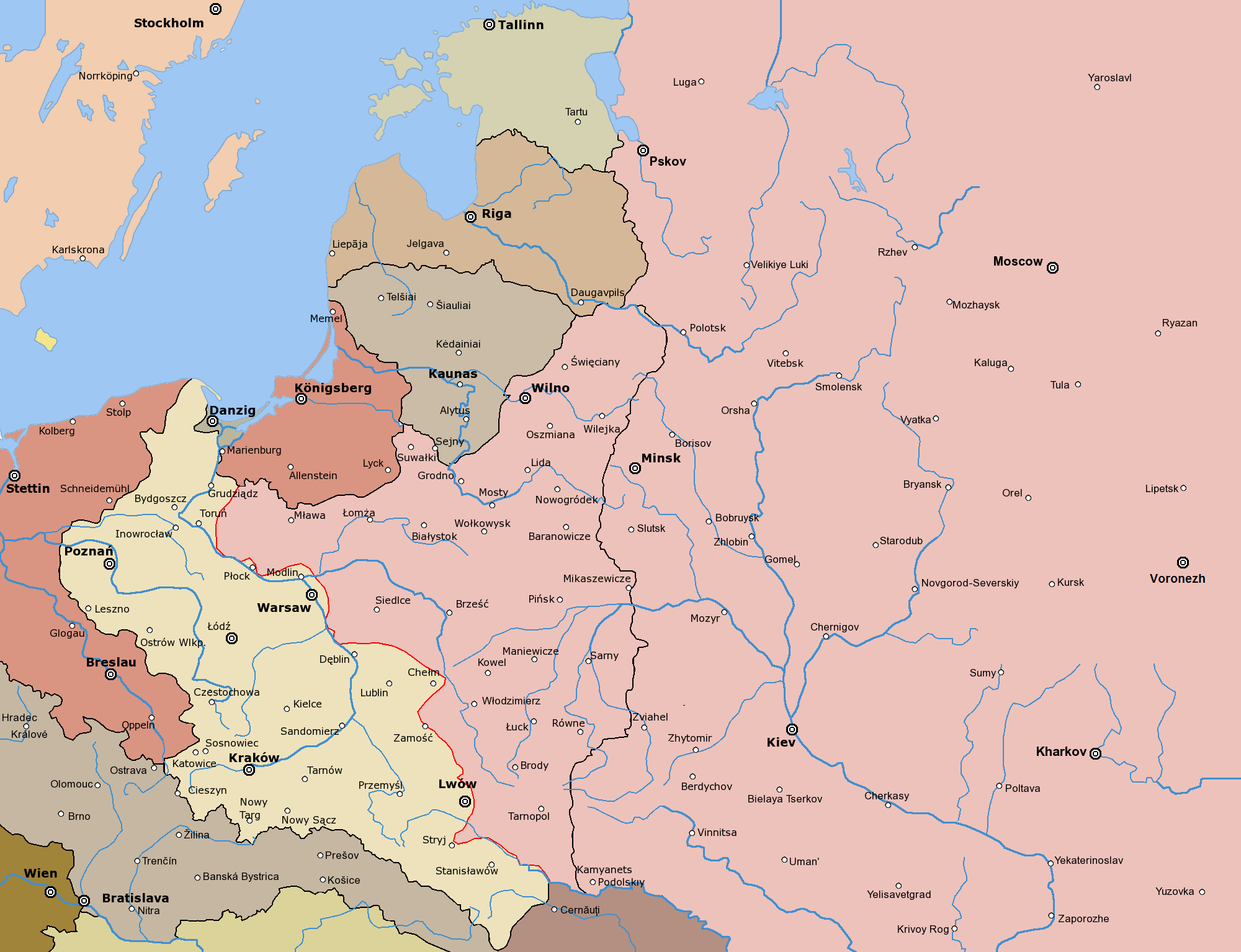
Серпень 1920

Через місяць боїв з початку наступу більшовицьке командування зосередило проти об'єднаних польсько-українських військ чималі військові сили. Червневий наступ військ Південно-Західного фронту (40 тис. багнетів і шабель) забезпечив перехід ініціативи до більшовиків.
В другій половині червня були взяті Вінниця, Жмеринка, Коростень, Новоград-Волинський. Наступ більшовиків продовжився і в липні: 4 липня взяте Рівне, а наступного дня містечко Бар на Вінниччині.
10 липня у Спа (Бельгія) прем'єр-міністр Польщі С. Грабський підписав договір, згідно з яким уряд Польщі погоджувався зі східною лінією кордону, визначеною декларацією Верховної Ради Антанти від 8 грудня 1919 р. (т. зв. лінія Керзона) та зобов'язувався прийняти будь-яке рішення Антанти щодо майбутнього статусу Східної Галичини. На цей день Дієва армія УНР тримала антибільшовицький фронт на лінії Китайгород — Фурманівка — Гуменці — Вербка — Кормильче — Лянцкорунь — Стара Гута — Вишнівчик.
11 липня у Лондоні (Велика Британія) міністр закордонних справ Великої Британії лорд Дж. Керзон в запрошенні радянській Росії взяти участь у Лондонській конференції окреслив східні кордони Польської республіки, які відповідали ухвалі Верхової Ради Антанти від 8 грудня 1919 р.: Гродно — Валівка — Немирів — Брест-Литовський — Дорогуськ — Устилуг — на схід від Грубешова — через Крилів на захід до Рави Руської — на схід від Перемишля до Карпат. Ця лінія кордону отримала назву «лінія Керзона».
12 липня червоні частини зайняли Кам'янець-Подільський. Того ж дня у Лондоні лорд Дж. Керзон направив радянському уряду в Москву ноту з вимогою припинити наступ Червоної армії. У Станіславові (суч. Івано-Франківськ) на засіданні РНМ УНР було вирішено вважати доцільною евакуацію уряду УНР за межі Східної Галичини та необхідним постійне перебування членів Ради народних міністрів при армії УНР.
14 липня частини Дієвої армії УНР переправилась на західний берег Збруча, Червона армія вступила до Луцька та Сарн.

червневий наступ Червоної Армії (мапа радянської історіографії)

15 липня союзники-поляки вирішили скористатися червоним наступом і позбутися української присутності в Станіславові. Відбулося термінове засідання РНМ УНР, на якому ухвалено висловити протест уряду Польської республіки проти вимоги представників місцевої польської влади до уряду УНР негайно залишити Станиславів. Вночі польська військова влада за розпорядженням начальника штабу Довудства львівського Генерального округу полковника Тулле здійснила арешт міністрів УНР з метою їх насильницької евакуації вглиб Польщі. О 9 годині ранку ешелон з заарештованими українськими урядовцями під посиленим конвоєм польських солдат було відправлено до Тарнова.
Того ж дня Галревком у своїй першій декларації проголосив утворення суверенної Галицької Соціалістичної Радянської Республіки (ГСРР).
З огляду на посилення радянського наступу в середині липня Дієва армія УНР була поділена на три групи: північну групу генерал-хорунжого О. Удовиченка (Третя Залізна дивізія та 4-та Київська дивізія), середню групу ген. Загродського (середня група 1-ї Запорізької дивізії та 2-га Волинська дивізія) та праву групу — 5-ту Херсонську дивізію.
16 липня радянський уряд РСФРР запропонував польському уряду розпочати мирні переговори, обіцяючи навіть відступити від «лінії Керзона» на користь Польщі. Останній, однак, врахувавши зміну військового співвідношення на фронті, відмовився від переговорів.
19 липня частини Червоної армії перейшли на західний берег р. Збруч. Після упертих боїв із частинами Дієвої армії УНР частини Червоної армії повернулись на східний берег р. Збруч.
20 липня на північному крилі наступу Червона армія зайняла Вільно.
У кінці липня уряд радянської України і командування Південно-Західного фронту домоглися від Москви дозволу на сформування нових галицьких загонів із стрільців і старшин, які перебували у концтаборах Росії.
23 липня в Москві була озвучена нота наркома іноземних справ РСФРР Г. В. Чичерина міністру іноземних справ Польщі Є. Сапезі про згоду негайно розпочати мирні переговори.
24 липня частини Червоної армії перейшли на західний берег р. Збруч.
З 24 липня по 20 серпня провадилася Львівська операція військ Південно-Західного фронту Червоної армії (частини XIV і Першої Кінної армій), в результаті якої з 52 повітів Східної Галичини було повністю зайнято 14, 4 повіти — частково.
25 липня (згідно з деякими джерелами 24 липня) Перша кінна армія (команд. Семен Будьонний) захопила Броди, а 26.7 червоноармійські частини захопили Тернопіль (в інших джерелах 27 липня). Цього ж дня у бою під Сидоровом Окрема кінна дивізія армії УНР розбила більшовицьку кінноту і два полки піхоти.
27 липня частини Дієвої армії УНР перейшли на західний берег р. Серет до району Джурина. На території власне Польщі зайняли фортецю Осовець (теперішнє Підляське воєводство). Того ж дня з Варшави надіслана телеграма начальника Генштаба польської армії генерала Т. Розвадовського головному командуванню Червоної армії про направлення 30 липня парламентарів до району Брест-Литовськ — Барановичі для переговорів.

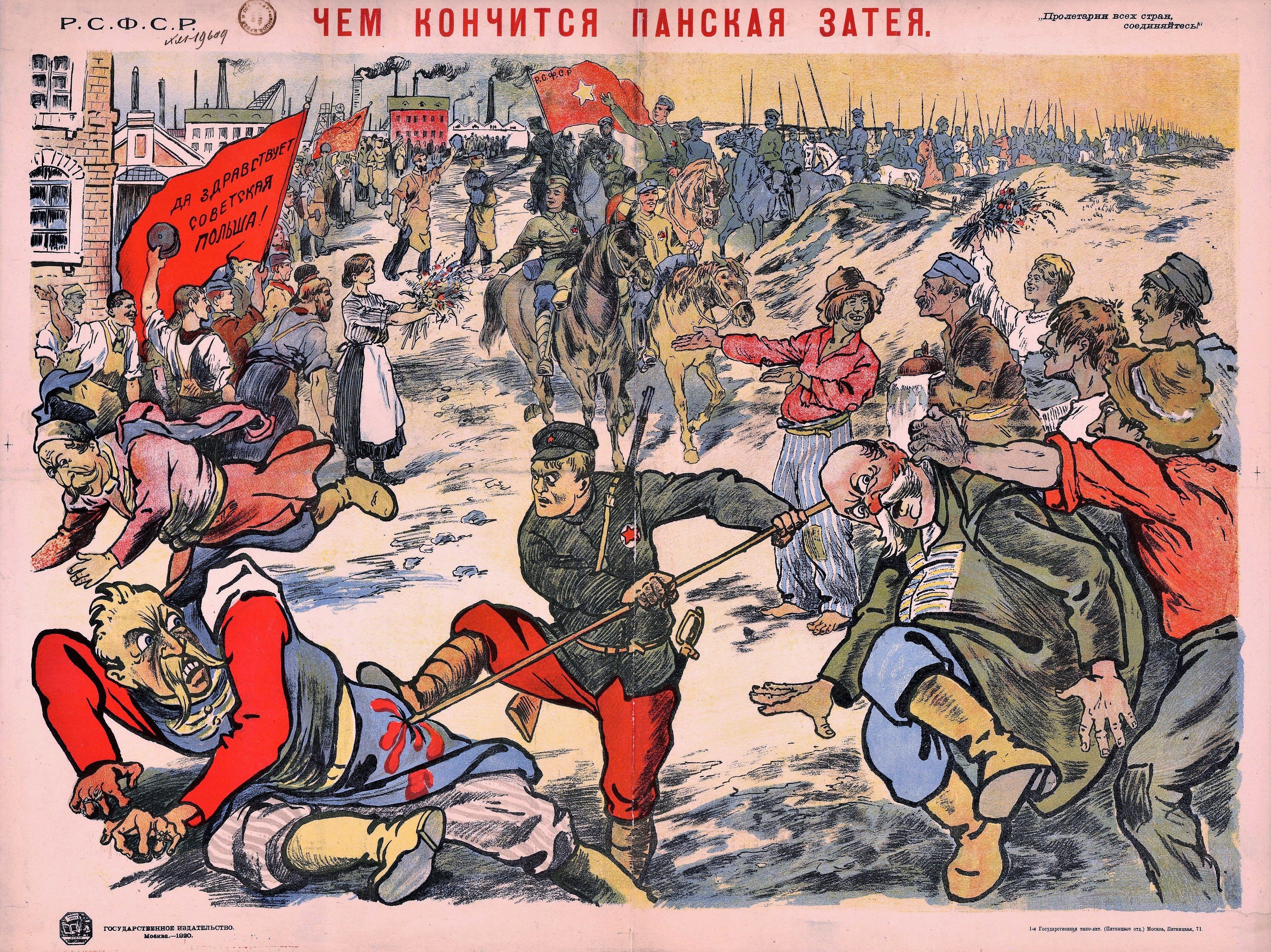
Радянська пропаганда. Плакат «Чим закінчиться панська затія». 1920

28 липня червоноармійські загони вступили в Чортків та Білосток.
29 липня поляками при підготовці до можливого радянського нападу утворене військове губернаторство Варшавське.
30 липня маріонетковий Тимчасовий революційний комітет Польщі (Полревком) перебуваючи в бронепотязі за лінією червоного фронту, в Білостоку, оголосив Маніфест до польського люду робочого міст і сіл, в якому оголосив про утворення польської радянської республіки.
31 липня сили Червоної армії зайняли Брест. Того ж дня В. Затонський надіслав Й. Сталіну і С. Косіору телеграму з проханням прискорити відправку до 14-ї армії галичан із Москви, Омська, Казані, Туркестану й Сибіру, а також 44-у стрілецьку дивізію, в якій воював галицький полк.
Загалом протягом місяця Червона Армія зайняла 17 повітових міст, 48 містечок і більше тисячі сіл Галичини. 1.8.1920 у Тернополі було проголошено утворення Галицької Соціалістичної Радянської Республіки. Насильні реквізиції, що проводили більшовики у селах, оподаткування господарств за національною ознакою, терор агентів ЧК викликали обурення серед населення, що значно ускладнило ситуацію для наступаючих радянських частин.
1 серпня Польський уряд видав наказ про припинення оборони фортеці Ломжа, це відкрило червоноармійцям шлях на Варшаву.
3 серпня міністр закордонних справ Великої Британії у ноті до уряду РСФРР погрожував відкритим втручанням Великої Британії у війну на боці Польської республіки, якщо Червона армія продовжуватиме наступ на етнічні польські землі.
5 серпня з Варшави відправлена нота міністра іноземних справ Польської республіки Є. Сапеги народному комісару іноземних справ РСФРР Г. В. Чичерину про готовність надіслати до Мінська представників для ведення мирних переговорів.
Того ж дня озвучена нота радянської делегації в Лондоні прем'єр-міністру Великої Британії про готовність уряду РСФРР вести прямі мирні переговори з Польською республікою, причому радянський уряд був готовий дати Польщі кордони вигідніші, ніж це зробила британська комісія.
6—7 серпня уряд РСФРР, не припиняючи наступу, надіслав уряду Польської республіки дві телеграми з пропозиціями розпочати мирні переговори.
6—16 серпня Окремий кінний полк Дієвої армії УНР зосереджувався в районі Монастириськ, стримуючи наступ.
7 серпня міністр закордонних справ Польської республіки надіслав до уряду РСФРР телеграму, в якій було висловлено готовність Варшави прийняти пропозицію Москви про відправлення представників у Мінськ для ведення переговорів про умови миру і перемир'я. У відповідь міністр закордонних справ РСФРР заявив, що радянський уряд направить своїх делегатів у Мінськ 11 серпня.
Того ж 7 серпня віддано наказ 6-й стрілецькій дивізії Дієвої армії УНР захищати місто Холм (Польська республіка).
9 серпня британські організації робітників, реагуючи на заяву прем'єр-міністра від 5 серпня, оголосили про намір почати загальний страйк, якщо уряд Великої Британії оголосить війну Радянській Росії.
Того ж дня відбувся вступ до Бучача частин Червоної армії.

## Львівська операція
16 серпня частини Червоної армії форсували р. Західний Буг між Кам'янкою і Буськом і рушили у напрямку Львова.

Панцирник «Bukowski», підготовлений для оборони Львова відповідно до креслень майора Оссорії-Буковського.

17 серпня на околиці Задвір'я (Буський район) в бою (т. зв. «Польські Фермопіли») група львівських добровольців під командуванням капітана Болеслава Зайончковського затримала наступ Червоної армії Семена Будьонного; більшість оборонців загинуло (318 осіб), частина з них похована у братській могилі в Задвір'ї, частина — на львівському військовому кладовищі Орлят, що на Личаківському цвинтарі. Оборона Задвір'я зупинила наступ більшовиків на Львів.
Того ж дня Червона армія вступила в Зборів.
18—19 серпня частини Червоної армії форсували р. Дністер, перервавши зв'язок Дієвої армії УНР з 6-ю польською армією і цього ж дня Ходорів та Миколаїв, що на Львівщині  зайняли частини Червоної армії.
19—24 серпня частини Дієвої армії УНР тримали фронт від румунського кордону до м. Єзуполя по р. Бистриці через Станиславів (сучасн
. Івано-Франківськ) до м. Надвірної.
20 серпня частини Червоної армії радянського Південно-Західного фронту під керівництвом Олександра Єгорова перейшли р. Західний Буг, вступили до м. Рава-Руська з наміром увійти до Львова, але були відкинуті польською армією у напрямку Замостя — Грубешова. Того ж дня червоноармійці вступили до Жидачева та Журавна, Дієва Армія УНР відрізана від польської армії.
21—25 серпня при наближенні червоного фронту зірвалося збройне протипольське повстання селян Лавочного, Славська, Перегінська, Осмолода, Підлютого Соколівського і Долинського повітів під керівництвом Ф. Бекеша. Війська і поліція Польщі жорстоко придушили виступ.
22 серпня Червона армія намагалася здійснити наступ на м. Нижнів, оволодіти яким їм так і не вдалося.
24 серпня частини Червоної армії перейшли р. Дністер і рушили у напрямку м. Городенка. Частинами 5-ї Херсонської дивізії Дієвої армії УНР їх було відкинено на східний берег р. Дністер.
Дієва армія УНР тримала лінію фронту від румунського кордону по Дністру до Нижніва — на захід на Тисменицю і Хриплін — по Бистриці Надвірнянській до Надвірної. Кінна дивізія залишалася в районі Комарівка — Вікторів (на північ від Станіславова). Штаб Дієвої Армії знаходився в Отинії, ставка Головного отамана військ УНР на ст. Матиївка (на схід від Коломиї).
25 серпня після бою відбувся вступ до міста Тисмениця Окремої Кінної дивізії та Київської дивізії Дієвої армії УНР.
26 серпня частини Дієвої армії УНР форсували Дністер біля Нижніва і просунулись на Рогатин і Підгайці.
Того ж дня в ході наступу на Львів червоноармійські підрозділи зайняли Перемишляни.
27 серпня в Нижнів приїхали Головний отаман військ УНР Симон Петлюра і командарм М. Омелянович-Павленко на огляд Дієвої армії УНР. Того ж дня частини Дієвої армії УНР форсували р. Дністер і рушили у напрямку на м. Галич.
28 серпня відбулася спроба наступу червоноармійців поблизу села Комарівка на тили 8-ї бригади 3-ї Залізної армії. Атаку відбито, загинув сотник Тихін Хилюк.
29 серпня частини Дієвої армії УНР вступили до містечка Коростятин.
Авантюрний штурм міцно укріпленого Львова (його боронило 7 піхотних дивізий, 6 бронепоїздів, 50 бойових літаків), на якому так наполягав член Реввійськради Південно-Західного фронту Йосип Сталін, знекровив Першу кінну армію. Про львівську трагедію майбутній генсек ЦК ВКП(б) швидко «забув», зваливши всю провину за поразку на польському фронті на командуючого Західним фронтом Михайла Тухачевського.
Уже 30 серпня частини Дієвої армії УНР вступили до міста Галич.

## Диво на Віслі

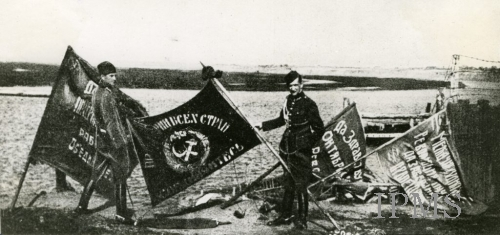
Після Варшавської битви. Польські солдати показують захоплені радянські бойові прапори.

План Тухачевського передбачав форсування Вісли в нижній течії і атаку на Варшаву з заходу. Однією з цілей цього задуму було "відхилення напряму удару радянських військ і швидкий вихід до німецького кордону, що мало пришвидшити перемогу радянської влади в Німецькій державі".
10 серпня радянський Третій кавалерійський корпус Гая Дмитровича Гая (Бжишкяна) подолав Віслу на північ від Варшави.
12 серпня Юзеф Пілсудський покинув Варшаву та прибув в Пулави, де знаходилася ставка польського Генерального штабу. Перед відбуттям він передав прем'єру Вінценту Вітосу своє прохання про відставку з посад Начальника держави та Головнокомандувача, мотивуючи тим, що в ситуації, яка склалася, Польща може покладатися лише на допомогу Антанти, котра вимагала відставки маршала; проте прем'єр-міністр відставки не прийняв.
План Тухачевського передбачав перейти Віслу в нижній течії і атакувати Варшаву з заходу. 13 серпня дві стрілецькі дивізії РККА вдарили під Радиміном (за 20-25 км від Варшави) — 3-тя Володимира Лазаревича і 16-я Миколи Соллогуба, перемогли опір 11-ї польської дивізії полковника Болеслава Язвінського та оволоділи містом. По цьому одна дивізія рушила на Прагу (правобережна частина Варшави), а друга рушила направо — до Непорента і Яблонки. Польські сили відійшли на другу лінію оборони.
Через війну в самій столиці іноземні дипломати спішно переїхали з Варшави до Лодзя.
Підтвердженням тому, що радянське військове командування, зокрема М. Тухачевський, С. Будьонний та К. Ворошилов, не збиралося зупинятися на досягнутому, слугує телеграма, надіслана в середині серпня 1920 р. Конгресу Комінтерну, у якій двоє останніх писали, що конармійці не вкладуть шаблі у піхви, поки над Варшавою, Берліном, Парижем і Лондоном не замайорять червоні прапори.
16 серпня почався контрудар польських сил з місця зосередження на річці Вепр, польські сили зім'яли Мозирську групу Тихона Хвесіна 16-ї радянської армії з метою перетнути на другий день сполучення радянських армій по шосе Варшава — Брест.
17 серпня Червона армія відступає у напрямку Замостя- Люблін.
20 серпня командувач 1-ї Кінної армії Будьонний виконав наполегливо повторюваний наказ головнокомандуючого Червоної армії Сергія Каменєва щодо взяття штурмом Львова і контрудару військ Тухачевського під Варшавою.
Того ж дня в районі Замостя 6-та стрілецька дивізія Дієвої армії УНР успішно відбила частини Червоної армії.
22 серпня сталася перемога польських військ в битві у Білостоці — цілоденний бій 1-го полку піхоти легіонової і відступаючих з-під Варшави решток 16-ї радянської армії та окремих відділів 3-ї армії, в ході якого кілька разів місто переходило з рук в руки, застосовувалися панцерні потяги.
Під Замостям Шоста Січова дивізія Армії УНР, разом з Дивізією Морської піхоти УНР, спільно з польськими частинами остаточно розгромила будьонівські підрозділи. Наступ радянських військ на Варшаву поступово згасав. Під Варшавою польсько-українські сили втратили близько 14 500 вояків, радянські — до 25 000. Відчутної поразки від українських військ у районі Галича — Бучача — Чорткова зазнала більшовицька Чотирнадцята армія. Реорганізована у вересні-жовтні Армія УНР збільшилась із двох дивізій до шести: Перша — під командуванням генерала Андрія Гулого-Гуленка, Друга — генерала Олександра Загродського, Третя — генерала Олександра Удовиченка, Четверта — полковника Юрія Тютюнника, П'ята — полковника Андрія Долуда, Шоста — генерала Марка Безручка. Дивізії підлягали штабові Шостої польської армії генерала Яна Ромера.
25 серпня радянські війська остаточно відкинуті від Варшави.
Того ж дня в ході контрнаступу литовські війська зайняли Вільно.

Крах Галицької СРР був спричинений не тільки військовою міццю польсько-українських частин, але й форсованими діями Раднаркому і Галревкому, спрямованими на реалізацію лівацького лозунга РКП(б) щодо «перенесення соціальної революції і Радянської влади у Європу». Про це 23.8.1920 голова Галревкому В. Затонський доповідав Володимиру Леніну:
Все йшло стихійно… Стихія справа хороша, коли революція виникає самочинно, але набагато гірше, коли її необхідно насаджувати ззовні.

## Відступ Червоної армії
26 серпня частини Червоної армії з-під Варшави відійшли на лінію Гродно — Волковиськ — Кобринь — Володимир-Волинський.
31 серпня сталася перемога польської 1-ї кінної дивізії (1500 кіннотників) над радянською 1-ю Кінною армією (17 500) під Комаровом-Осадою (Люблінське воєводство), при безладному відступі, у польських сил 300 вбитих та поранених, у червоноармійців зниклих безвісти близько 4000.
4 вересня відбулася чергова спроба червоноармійців форсувати Дністер під селом Медуха, при її відбитті загинув Хмеленко Григорій (Гриць), командир Богдано-Дорошенківського куреня 1-ї Запорозької дивізії.
4—7 вересня 6-та стрілецька дивізія Дієвої армії УНР зі станції Красностав (Польська республіка) вирушила чотирма ешелонами до армії УНР через Люблін — Перемишль — Львів — Стрий — Станиславів.
7 вересня після посилення та перегрупування частини Дієвої армії УНР форсували Дністер на кордоні теперішніх Івано-Франківської та Тернопільської областей.
11 вересня почався наступ на Волинь 3-ї польської армії під проводом генерала В. Сікорського.
В Тарнові пройшло засідання РНМ УНР, на якому Головний отаман військ УНР С. Петлюра звернувся до міністрів УНР зі своїми побажаннями в зв'язку з контрнаступом армії УНР: уряд мав вирішити форму влади в одібраних у ворога місцевостях, порядок її відновлення, питання допомоги армії.
14 вересня проводилася концентрація українських військ у містечку Нижнів — полку Чорних Запорожців, 6-ї стрілецької дивізії, Волинської дивізії.
15 вересня частини 6-ї польської армії вступили до міста Володимир-Волинський. Того ж дня у Станіславові пройшло засідання РНМ УНР, на якому ухвалено закон «Про мобілізацію в звільнених від ворога нашою армією повітах УНР для доповнення армії».
Під вечір почався загальний наступ Дієвої армії УНР на лінії антибільшовицького фронту. Частини армії форсували р. Дністер в районах Єзуполя, Нижнева і Городенки для наступу на Бучач — Чортків — Теребовлю для звільнення Поділля. У Монастириськах вже ввечері відбувся врочистий вступ під сурми і «Ще не вмерла Україна!» до міста 6-ї стрілецької дивізії Дієвої армії УНР.
Протягом 16—20 вересня польські та українські війська відвойовують Ковель, Борщів, Гусятин, Теребовлю, Чортків. Просуваючись в напрямку до Хмельницького беруть Рівне, Дубно, Луцьк, Тернопіль та Збараж.
20—28 вересня у ході битви над Німаном польські сили розбили радянських, втрати останніх склали до 40 000. 28 вересня українські сили вибили РККА з міста Старокостянтинів, 30 вересня — з Жмеринки; 1—3 жовтня зайняли Летичів, 3 жовтня зайняли містечко Нова Ушиця; проте вже 4 жовтня червоноармійці знову увійшли у Летичів. 10 жовтня Червона армія увійшла в Коростень. 25 вересня відбуваються українсько-радянські бої за Проскурів.
Наслідком виснаженості фронту сили почали вирівнюватися, 7 жовтня Червона армія зайняла Олевськ. 10 жовтня червоноармійці увійшли в Коростень.
Одначе українські сили ще спромоглися 13 жовтня оволодіти містечком Ялтушків. 14 жовтня в зв'язку з підписанням договору про перемир'я, начальне командування 6-ї польської армії для захисту армії УНР від нападу більшовиків таємно наказало на 17 жовтня зайняти польським частинам Нову Ушицю — Ваньківці — Деражню — Летичів — Нову Синяву — Новокостянтинів — Стару Синяву — Острополь. Польські частини не повинні були вступати у бій із Червоною армією та мали знаходитися не далі 8 км за українським фронтом.
Ще до часу підписання Ризького мирного договору (вечора 19 жовтня 1919 р.) сили Дієвої армії УНР визволили в контрнаступі по східному берегу річки Мурафа однойменне містечко Мурафа.

## Перемовини та перемир'я

Ризький мир

Перемовини почалися вже 17 серпня в розпал Варшавської битви в Мінську - перше пленарне засідання мирної конференції за участю представників Польської республіки, радянської Росії та УСРР, до складу радянської делегації входили К. Х. Данішевський (голова), П. Г. Смирдович, М. О. Скрипник (члени), Ф. Ф. Новицький, В. Є. Гарф (експерти); до складу польської делегації — Я. Домбський (голова), Н. Барліцький, С. Грабський, В. Керник, А. Листовський, М. Мєчковський, К. Ольшовський, Л. Вашкевич, М. Вихлінський, В. Врублевський (члени), К. Стамировський, Ф. Перль, Л. Альберт, Ш Рундштейн, С. Каузик (експерти). Радянська делегація зачитала текст своєї декларації, в якій виклала умови перемир'я і основні положення прелімінарного миру з Польщею. Розробку умов регламенту після обміну поноваженнями було вирішено передати спеціально утвореній комісії.
19 серпня в Мінську пройшло друге пленарне засідання. Заслухано текст польської декларації про умови перемир'я з РСФРР, делегацію цікавили правові відносини між РСФРР і УСРР — з'ясувалося, що УСРР не є складовою Росії, а є незалежною державою. Заслухано основні положення перемир'я, висунені радянської делегацією: визнання незалежності Польської республіки; відмова від контрибуцій; східний кордон Польщі збігався з лінією Керзона від 11 липня з ухилом на користь Польщі в районі Білостока і Холма; обмеження чисельності збройних сил Польщі до 50 тис. чоловік; проведення Польщею політичної і військової амністії; повернення Україні і Білорусі реквізованого Польщею майна і інвентаря; наділення урядом Польської республіки селян і батраків землею; надання РСФРР і УСРР права вільного транзиту через Польську республіку і володіння РСФРР залізничною ділянкою Волковиськ — Білосток — Граєво.
23 серпня пройшло третє пленарне засідання за участю делегацій з Польської республіки, радянської Росії та УСРР. Польська делегація: Росія намагається нав'язати Польській республіці мир, який обмежить її незалежність і поставить під її протекторат; РСФРР нав'язує одностороннє зменшення збройних сил Польської республіки, втручається у її законодавство, виступаючи в ролі «опікувача» окремих класів польського народу; вимагає володіння залізничною ділянкою Волковиськ — Білосток — Граєво. Цей «ганебний мир» став би джерелом нових війн в майбутньому, тому основи миру, запропоновані РСФРР, проголошувались неприйнятними. Польська делегація запропонувала наступні поправки: визнання РСФРР Польської республіки де-факто і де-юре; відмова від лінії Керзона і визнання права на самовизначення у народів, які населяють територію між Польської республіки і РСФРР; відмова від одностороннього зменшення Польської республіки чисельності збройних сил та від передачі в розпорядження РСФРР залізничної ділянки, бо це суперечить принципу суверенітету; акт політичної і військової амністії має бути двостороннім.
25 серпня на четвертому пленарному засіданні мирної конференції: відповідь польської делегації на зауваження, представлені радянською делегацією — незалежність БСРР, УСРР та Литви названо «удаваною» та насадженою з Москви супроти волі цих народів. В результаті дискусії з'ясувалося, що польська делегація вважає «неприйнятними навіть для обговорення» усі 11 пунктів декларації радянської сторони, лише критикує їх і не висуває конкретних власних домагань, що схоже на ультиматум та свідоме затягування переговорів. Тому пропонувалось розробити нові пропозиції перемир'я для обговорення на конференції.
27 серпня у Варшаві відбулося засідання Ради оборони держави, на якому вирішено рекомендувати польській делегації на конференції в Мінську за лінію кордону Польської республіки взяти лінію по течіях р. Горинь і р. Збруч.
30 серпня з Варшави надійшла нота міністра іноземних справ Польської республіки Є. Сапеги народному комісару іноземних справ РСФРР Г. В. Чичерину з пропозицією перенести роботу мирної конференції з Мінська до Риги.
1 вересня надіслана нота уряду РСФРР і УСРР уряду Польської республіки з висловленням згоди на перенесення місця роботи мирної конференції з Мінська до Риги.
2 вересня в Мінську пройшло п'яте пленарне засідання мирної конференції за участю делегацій Польської республіки, радянської Росії та УСРР. Обговорено технічні питання, пов'язані з місцем і часом продовження конференції. З'ясовано, що до Риги приїде радянська делегація у новому складі під головуванням А. А. Іоффе та з додатковим мандатом на ведення переговорів про мир з Польщею.
5 вересня РНМ УНР затвердила склад делегації УНР на Ризьку конференцію (голова — С. Шелухін, заступник В. Кедровський). 21 вересня це рішення було змінено і головою призначено М. Славинського, який так і не прибув до Риги. 27 вересня С. Шелухін вдруге отримав повноваження голови делегації УНР. Повний склад делегації було затверджено 11 жовтня, до якого увійшли С. Шелухін, В. Кедровський, Т. Олексюк.
8 вересня Диктатор ЗУНР Є.Петрушевич телеграфував з Парижу про необхідність негайного направлення галицької делегації на мирні переговори до Риги. До її складу увійшли К.Левицький (голова), Є.Брайтер, Л.Мишуга, О.Назарук.
11 вересня у Варшаві пройшло засідання Ради оборони держави, на якому ухвалено інструкції для польської делегації в Ризі. Східна лінія кордону Польської республіки встановлювалась по течії р. Збруч, далі по кордону Східної Галичини до Ново-Олексинця через Кременецьке узгірря, далі на схід від Здолбунова по кордону Рівненського повіту. Польська сторона погоджувалась на визнання незалежної УСРР.
12 вересня у відповідь на запит міністра закордонних справ Польської республіки про участь делегації УНР у роботі Ризької конференції нарком закордонних справ РСФРР відповів, що «т. зв. Української демократичної республіки взагалі не існує, оскільки Україна є незалежною радянською Республікою, союзною з Росією, і бере разом із нею участь у переговорах в Мінську і Ризі».
16 вересня уряд УНР опублікував свою ноту протесту з приводу заяви наркома закордонних справ РСФРР від 12 вересня щодо УНР.

## Закінчення війни
Воєнні дії на польсько-радянському фронті були припинені після укладення 9 листопада 1920 року польським і більшовицьким керівництвом перемир'я. Проте вже наступного дня в районі Шаргорода червоноармійці підступно контратакували українські дивізії, прорив фронту у напрямку на Копайгород на праве крило, яке тримала 5-а Херсонська дивізія армії УНР, та у напрямку на Лучинець, де знаходилася 2-а Залізна дивізія та Кулеметна дивізія армії УНР. 15 листопада червоноармійці вступили в подільське містечко Літин. 18 листопада відбувся вступ сил Червоної армії до Проскурова та станції Деражня, 20 листопада — до Чорного Острова та Летичева. Після двох тижнів кровопролитних боїв через брак набоїв і військового спорядження 21 листопада були змушені відступити у Галичину. Перехід Дієвої армії УНР — до 27 тисяч вояків — через річку Збруч відбувся в районі Волочиська та села Ожигівці. Того ж дня згідно з умовами прелімінарного польсько-радянського договору, польські війська залишили місто Новоград-Волинський. 22 листопада радянські частини вступили у Волочиськ.
В березні 1921 року у Ризі між Польською республікою, з одного боку, та РСФРР і УРСР з другого, підписано Ризький мирний договір.

## Нотатки
1. ↑  Битва за Динебург
2. 1 2  Добровольці[en]